# حقبة الأفلام السينمائية
تُعرف حقبة الأفلام السينمائية، بِحقبة الأفلام المنزلية كذلك، وهي فترة من فترات تاريخ دولة نيجيريا، حدثت بداية الثمانينيات والتسعينيات من القرن الماضي حتى منتصف عام (2010) إذ استخدم صُناع الأفلام النيجيريون طريقة تصوير فيديو متدنية التكلفة (فيديو فورمات).
ظهرت حقبة الأفلام متدنية التكلفة بعد الهبوط الحاصل في مستوى الأفلام عما كانت عليه في (العصر الذهبي للأفلام النيجيرية) في أواخر الثمانينيات.
يكمن مبدأ (الأفلام المنزلية) في مشاهدة الأفلام داخل المنزل على عكس ما كان متعارف عليه في العصر الذهبي للأفلام النيجيرية ألا وهو مشاهدة الأفلام في السينما والمسارح.
تعود بداية حقبة الأفلام في نيجيريا إلى بداية الثمانينيات حين ازدهر الإنتاج التلفزيوني. تجد العديد من الإنتاجات التلفزيونية طريقها إلى (نظام التصوير المنزلي)، أدى هذا الإقبال إلى نشوء تجارة فيديو غير رسمية، اعتمد المنتجون والموزعون هذه الطريقة وطوروها في (البا ماركتينك) لمواجهة الركود الحاصل آنذاك في صناعة السينما.
يُعد (سوسو ميجي) أول فيلم نيجيري أُنتج بطريقة (الفيديو المنزلي) من قبل (إيد إيجيبوي) تلاه فيلم (ايكن) للمنتج (الدي أرومير) عام 1989 على شكل شريط فيديو يمكن مشاهدته منزليًا.
يرى العديد أن الطفرة التي غيرت مفهوم الأفلام المنزلية حدثت عام اثنين وتسعين من القرن الماضي في فيلم (ليفينغ إن بوندايج)، إلا أن بعض المؤرخين يرون خلاف ذلك.
شهد هذا العصر ذروة في عدد إنتاجات الأفلام النيجيرية. اعتبارًا من عام 2004، أُنتج ما لا يقل عن أربعة إلى خمسة أفلام يوميًا في نيجيريا، وسيطرت الأفلام بالفعل على شاشات التلفزيون في جميع أنحاء القارة الأفريقية، عن طريق التوسع، والكاريبيين، والدياسبورا، أثرت هذه الأفلام بشكل كبير على الثقافات في العديد من الدول الأفريقية، وأصبح ممثلي الأفلام أسماء مألوفة في جميع أنحاء القارة.
أدت الطفرة أيضًا إلى رد فعل عنيف ضد الأفلام النيجيرية في العديد من البلدان التي من المفترض أنها أرادت منع (إعادة استعمار) نيجيريا أو (تحويل أفريقيا إلى نيجيريا). حدثت حالات إبلاغ عن مداهمة لمحلات تبيع الأفلام النيجيرية، وحكومات اتخذت تدابير وقائية، مثل فرض ضرائب زائفة على دور الإنتاج والممثلين الذين يرغبون في تصوير الأفلام في بلدانهم، وكذلك الحظر التام للأفلام النيجيرية.
نمت تجارة الأفلام في هذا العصر، إذ أصبحت مصدر رزق للعديد من الناس في نيجيريا، وفرت هذه التجارة أكثر من مليون وظيفة، وساهمت بنحو (5%) من الناتج المحلي الإجمالي، اعتبرت صناعة الأفلام المنزلية عام (2008) ثاني أكبر صناعة للأفلام، إذ أصدرت ما يقارب مئتي فيلم شهريًا، ومع هذا تحولت صناعة الأفلام لأمر غير مهني للغاية، مع غزو الممارسين الذين لم يتلقوا أي نوع من التدريبات التي تؤهلهم لِصناعة الأفلام. كان التعدي على حق المؤلف في ذروته أيضًا تزامنًا مع خسارة دور الإنتاج وفقدانها بريقها. أدى هذا التطور إلى الحاجة لتجديد صناعة السينما، مع ولادة السينما النيجيرية 

## الأنواع والفئات
تُعد الأفلام الرومانسية والدراما والكوميديا والأنواع الخارقة للطبيعة، المسيطرة على هذه الحقبة من صناعة الأفلام، إضافةً إلى القليل من الأكشن وبعض الأنواع الدارجة حديثًا منها: الانتقام، والخيانة، والحب، والكراهية، والمواضيع الدينية، والسياسية إلى آخره من هذه المواضيع.
غالبًا ما كانت الأفلام ذات سمة أخلاقية أو تعالج مشكلات يواجهها الإنسان الحديث. يقول فيليكس موشيمبا: «تميل القصص لتكون واضحة وصريحة إلى حد ما، حتى لو كانت درامية للغاية ومليئة بالعواطف، النساء مزعجات ويحببن المال، والرجال منفعلون ومنتقمون للغاية».
تشمل الموضوعات الأخرى التي جرى تصويرها عادةً في هذه الأفلام: السطو العنيف، وعرض الطقوس الدينية، والتنافس، والنزاعات، والعنف الجنسي، والجريمة المدروسة، والدعارة، والقتل، والجشع، ونفاد الصبر، والغيرة، والحسد، والكبرياء، والغطرسة، والخيانة الزوجية، والغدر، والسحر، والتنجيم وغيرها. جرت صياغة القصص في هذه الأفلام من قاع المجتمع النيجيري.